# Xu Zongze
Xu Zongze (chinesisch 徐宗澤 / 徐宗泽, W.-G. Hsü Tsung-tse bzw. „P. Joseph Zi, S.J.“ oder „Jos. Siu, S. J.“; geb. 1886 in Qingpu; gest. 1947), zi: Runnong 润农, mit religiösem Vornamen Joseph, war ein vielseitiger chinesischer römisch-katholischer Theologe aus dem Jesuitenorden und ein versierter Forscher zur Geschichte des chinesischen Katholizismus. Er war ein Nachkomme von Xu Guangqi (geb. 1562 in Shanghai; gest. 1633), einem berühmten Wissenschaftler der späten Ming-Dynastie und frühen chinesischen Katholiken.

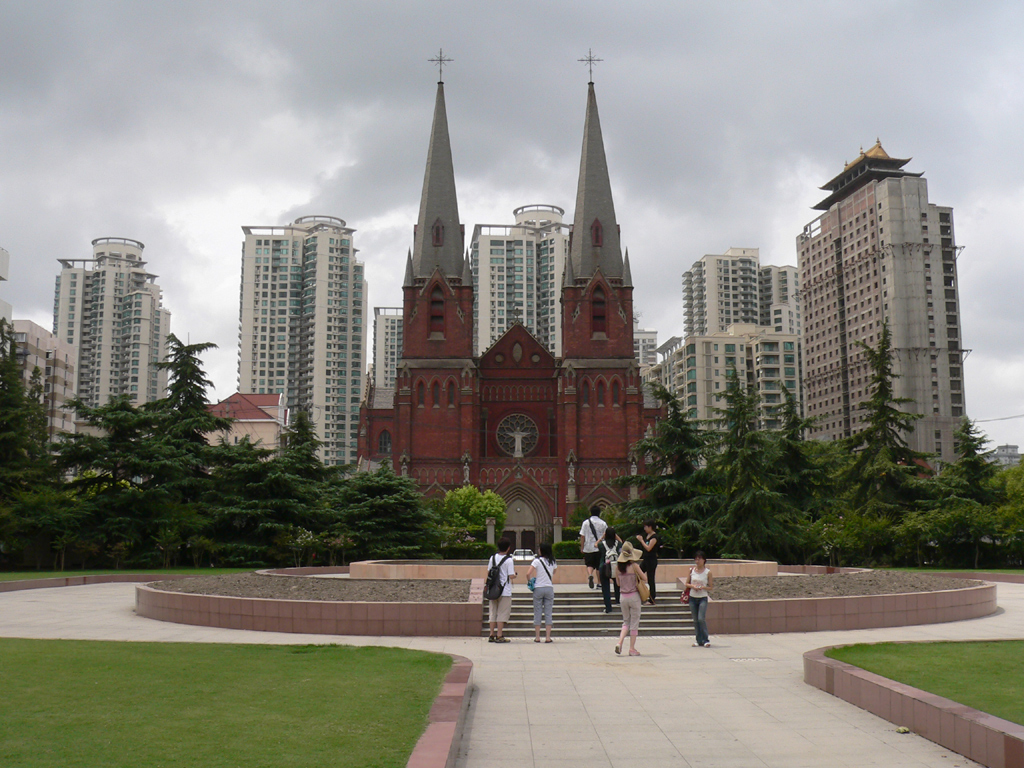
Sankt-Ignatius-Kathedrale in Shanghai

## Biografie
Xu wurde 1886 in Qingpu geboren. Er trat früh in das Jesuitenkolleg ein und studierte später in Europa und den Vereinigten Staaten, um zu promovieren und zum Priester geweiht zu werden. Er promovierte in Philosophie und Theologie. Nach seiner Rückkehr nach China diente er ab dem Jahr 1923 als Chefredakteur der führenden katholischen Zeitschrift Shengjiao zazhi 圣教杂志 oder Revue Catholique (die er den größten Teil seines Erwachsenenlebens redigierte) und war auch Leiter (Priester) der Bibliothek der katholischen Kirche von Xujiahui im Jesuiten-Komplex Xujiahui in Shanghai, dem effektiven Zentrum der chinesischen römisch-katholischen Welt.
Nach Ausbruch des Antijapanischen Krieges wurde die Herausgabe der Zeitschrift eingestellt und er widmete sich der Arbeit in der Bibliothek. Im Laufe der Jahre sammelte er mehr als 2000 Lokalchroniken, die zu einem wichtigen Bestandteil der Bibliothekssammlung wurden. Er ist Verfasser verschiedener, teils grundlegender Werke zum Katholizismus und insbesondere der Jesuiten in China. Die Richtung, in die er die Zeitschrift lenkte, und die theologischen, historischen und sozialen Artikel, die er schrieb, bieten wichtige Einblicke in die Entwicklung des chinesischen Katholizismus während der 1920er und 1930er Jahre.

## Ming-Qing jian Yesu huishi yizhu tiyao
Sein Buch Ming-Qing jian Yesu huishi yizhu tiyao 明清間耶穌會士譯著提要 [etwa: Zusammenfassung der Jesuitenübersetzungen während der Ming- und Qing-Dynastie / Summary of the Publications by the Jesuits during the Ming and the Qing], ist von seiner Anlage her der Synopse des Siku quanshu zongmu tiyao nachempfunden. Es ist in zehn juan (Bände) gegliedert, unterteilt nach sieben Hauptkategorien, wie Heilige Schrift, Apologetik, Theologie und Philosophie, Religionsgeschichte, Kalenderberechnung, Wissenschaft und Denksprüche usw.
Während der Ming- und der Qing-Dynastie kam eine Reihe katholischer Jesuiten nach China, wo sie predigten und mit den Hofbeamten diskutierten, aber auch eine große Anzahl von Werken übersetzten. Dieses Buch enthält eine Zusammenfassung dieser Übersetzungen sowie ein Vorwort oder ein Inhaltsverzeichnis zu mehr als 200 Übersetzungen von Jesuitenwerken und verwandten lokalen Schriften aus der Ming- und Qing-Dynastie. Das Buch enthält eine Synopse der Werke, die Namen der Übersetzer, die Daten und Orte der Veröffentlichung etc. Es ist ein Pionierwerk zum Thema chinesische Missionsschriften, und die Vorworte zu den Büchern sind für Gelehrte besonders wichtig.

## Schriften (Auswahl)
- Ming-Qing jian Yesu huishi yizhu tiyao 明清間耶穌會士譯著提要 [Zusammenfassung der Jesuitenübersetzungen während der Ming- und Qing-Dynastie / Summary of the Publications by the Jesuits during the Ming and the Qing], Taipeh, Zhonghua shuju, 1958 / auch : 上海書店出版社 2010 (chin.)
- Zhongguo tianzhujiao chuanjiao shi gailun  中國天主教傳教史概論 Introduction to the History of Catholic Missions in China (chin.)
- Ming-Qing yilai Yesu hui jiaoshi yizhu tiyao zhu yi shumu 明清以來耶蘇會教士著譯書目 „A Bibliography of the Jesuits' Translations since the Ming and Qing Dynasties“ (chin.)
- „How Catholicism Resolves Social Issues“, in: A Reader in Chinese Theology (Chloë Starr, ed.)